# Київська бієнале
Київська бієнале (англ. Kyiv Biennial)  – це міжнародна бієнале сучасного мистецтва, яка проводиться кожні два роки в Києві. Уперше захід відбувся у 2015 році. З його початку Київську бієнале організовує Центр візуальної культури.
У 2019 році Київська бієнале стала частиною новоствореного Альянсу східноєвропейських бієнале сучасного мистецтва, до якого також увійшли Matter of Art у Празі, Biennale Warszawa та OFF-Biennale в Будапешті.

## Історія
Київська бієнале була заснована у 2015 році, а її перший захід "Школа Києва" відбувся 8 вересня 2015 року, головним місцем якого став Будинок одягу в центрі Києва. Структурно він включав шість «шкіл» – концептуальних платформ, створених для сприяння діалогу між українськими та міжнародними художниками, інтелектуалами та громадськістю. Навесні 2016 року у співпраці з різними європейськими культурними інституціями, Київська школа розширилася і її відділи були відкриті у більш ніж 8 містах Європи. Загалом у заході взяло участь близько 70 митців.
Друга Київська бієнале під назвою "Київський Інтернаціонал" проходило з 20 жовтня по 26 листопада 2017 року в будівлі Державної науково-технічної бібліотеки України. Її головною темою було дослідження європейської політики та ідей інтернаціоналізму. Структурно подію було поділено на 8 проєктів. У травні 2018 року пройшла друга частина цієї події, «Київський інтернаціонал – ‘68 СЬОГОДНІ», присвячена до 50-ї річниці Травневих заворушень 1968 року.
Київська бієнале 2019 року "Чорна хмара" проходила з 10 жовтня по 23 листопада 2019 року, що стало третьою такою подією. Бієнале 2019 року зосереджувалося на темах політичної та культурної ролі сучасних інформаційних технологій, а також соціальних трансформацій, які відбулися у Східній Європі за останні три десятиліття. Захід проходив у будівлі Науково-технічної бібліотеки Київського політехнічного інституту Ігоря Сікорського.
Четверта Київська бієнале "Союзники" відбудеться з 16 жовтня по 14 листопада 2021 року, у будівлі Будинку кіно в Києві. Основним напрямком заходу буде співпраця між мистецькими спільнотами Східної Європи.

Київська бієнале працює з архітектурним контекстом міста, залучаючи та актуалізуючи споруди, що є унікальними взірцями радянського модернізму. У різні роки виставкові проєкти й публічні події Київської бієнале проходили у таких місцях, як Будинок одягу, «Літаюча тарілка» (Український інститут науково-технічної експертизи та інформації), Житній ринок, Науково-технічна бібліотека КПІ, Будинок кіно та інші. 
«Міжнародний форум у Києві охопить одразу кілька тематичних блоків: нові медіа, політика, архітектура, екологія і дозволить створити платформу для обговорення актуальної ситуації за допомогою мистецьких практик і гуманітарного знання. Засновуючись на перетині мистецтва, науки і критичної теорії, «Чорна хмара» запропонує міждисциплінарну перспективу на проблему приватності, великих даних і штучного інтелекту, окресленню соціальної й політичної ролі технологій сьогодні», — розповідають представники Центру візуальної культури. 
П'ята Київська бієнале буде міжнародною і пройде у Києві, Івано-Франківську, Ужгороді, Відні, Варшаві та Берліні, її відкриття пройде у низці міст, починаючи з Києва у жовтні 2023-го й закінчуючи Берліном у 2024 році.